# Dejan Đenić
Dejan Đenić (in serbo Дejaн Ђeнић?; Čačak, 2 giugno 1986) è un calciatore serbo, attaccante dello Sloboda Čačak.